# このえゆずこ
このえ ゆずこは日本の女性声優。主にアダルトゲームに声をあてている。

## 概要

### 人物
- 春河あかり、加乃みるくと声優ユニットd@isy tuneを結成している。
  - d@isy tuneの「のらねこ」でエロゲソムリエ担当。「このえっち」という愛称は、リーダー担当の加乃みるくにつけてもらった。
- 身長140cm台の小柄で黒髪ツインテールが特徴。妹と弟がいる。
- 演じるのが得意なキャラクターは、生意気で意地悪なちっちゃい子。
- 学生時代は文芸部で部長をやっていた。元々はシナリオライター志望だった。
- また、自身のサークル「じゃばらいふ」では「じゃこ」名義で18禁ドラマCDのシナリオを作成、またCVとしても出演している。
- 好きなものはグミ。嫌いなものは虫。趣味はゲーム。特技は水泳。膝小僧フェチ。
- 好きなアニメは、ストライクウィッチーズ。
- 黒猫（あずき）と、豆柴（ひなた）を飼っている。
- 持っている資格は、漢検、英検、運転免許。
- サイリウムのイメージカラーは黄色。小さい時に危ないからといって黄色い傘やレインコートを持たされていたから。

## 出演作品
太字は主役・メインキャラクター

### ゲーム

#### 2006年
- ふたごとへぶん!（塚口知佳）[1]

#### 2007年
- 今日のおかず 「私の言うこと聞きなさい!」義姉ちゃん達と女装弟新くん ケース1 新くんの事情（清春）[2]
- ソルティアンジュ魔法倶楽部（万乗鹿子）[3]
- 氷花ノ幻夜 -Eternal Waltz-（華）[4]

#### 2008年
- あまかみバンパイア（浦杜亜利子）[5]
- オトメスマイル（七星一菜）[6]
- 今日のおかず ドビュルルルゥッ!!! 三アネが斬る! 射精奴隷新君の受難!「おネエちゃんたちやめて! これ以上出したら僕はもう……」下克上もあるよ?[7]
- 催淫術師 〜恥辱まみれの絶頂〜（赤羽駒音）[8]
- シューティングヴァルキリーかなみ（鷹埜かなみ）[9]
- 痴漢プレイ 電車の中で○○や××なこと（有森ゆず）[10]
- 姫さま白濁レッスン 〜コスってシゴいて舐めて挟んで締め付けて熱いの受けとめちゃう〜（プリシア・セイ・アルベーヌ）
- ゆ〜パラ! 〜ただいま乳院中〜（駒宮三春）[11]
- ラッキー×クロス（シャーロット・スペンサー）

#### 2009年
- 姉ニモマケズ 〜お姉ちゃんズは刺激的〜（姉倉藍）[12]
- 家族ヲ蝕ストイウコト（鏡響子）
- クロガネの翼 〜THE ALCHEMIST'S STORY〜
- 精液をかけられる少女 〜犯り捨て御免!? 精液で記憶を消す男〜（安曇野斎）[13]
- 被虐Ms 〜精液搾り取らないで!〜（京極亜沙美）
- ようこそ♪ セールア学園中出しフェスティバル（坂上睦美）[14]

#### 2010年
- 姉孕プリンセス（ヴィオラ・フォン・ベリオローズ）[15]
- いちゃコミュ+ 〜いちゃいちゃコミュニケーション プラス〜（志須田智耶子）
- 思いっきり! 精液大量注入! 〜高飛車女をアヘらせろ!〜（涼波明日香）[16]
- Cure Mate Club（ミリィ・ロンデルスタット・ウィルビエント）[17]
- シコタマ学園ハレンチ女子寮 〜ボク女の子なのにシコシコされちゃう〜（野島育子）[18]
- Snow Drop 〜first step in spring〜（小日向ひまわり）
- 大乱交!! ザーメンシスターズ -まわりまわって輪されて-（SHS-87 ユリ）[19]
- 通勤快楽3 〜痴漢よ、止まれ〜（久住祥子）[20]
- 童貞クリニック 〜筆おろしはお任せください〜（麻生慶子）[21]
- 中出し鬼 -無人島で犯しあい-（近衛麻耶）[22]
- 覗き王 -nozoKING-（中條ゆいき）[23]
- 孕まサンタの中出しメリークリスマス（鹿島京子、夏目水面、御園志乃、夢見ひな、朽木刹那）
- リザイン RESIGN（古泉柚希）[24]

#### 2011年
- アキバ戦隊! エンジェレイヴァー（レイヴァースワン）[25]
- 姉と妹をいいなりにする10の戒律 〜法も姉妹も犯しつくせ!〜（花咲胡桃）[26]
- 久遠の絆 THE ORIGIN（真砂）
- サマー☆きゃんぷ（菊池敦子）[27]
- 授業 de えっち? 〜必修科目は性きょーイクッ! 先生や同級生とあへあへぺろぺろ勉強中〜（星野琴美）[28]
- 新やらせてっ! てぃーちゃー（杏崎里美）[29]
- ちちみこ!!（乳泉燈華）[30]
- ふたば☆ちゃんねる3（白砂美衣）[31]
- 放課後キッチン（白糸真彩）[32]
- ヤンデレ彼女のHなせまり方（朽木刹那）[33]

#### 2012年
- ひよこストライク!
- セーエキ!ぶっかけ牧場! 〜お汁いっぱい、精霊達をHに飼イク!〜（魔王ムマ）[34]
- ぜったい猟域☆セックス・ロワイアル!! 〜無人島犯し合いバトル〜（鳴海 蛍）[35]
- 冬馬小次郎の探偵FILE 〜オペラ座の怪人殺人事件〜（冬馬 澪奈）[36]
- ボクのママン捜し 〜ママをたずねたら…8人の巨乳妻でした〜（須崎 美穂）[37]
- FaintTone（女の子）[38]
- パジャマさんこんにちわ（間仲 郁美、間仲 萌実）[39]
- 淫獄痴漢列車 〜A Molestertrain Named Desire〜（竹内 翠）[40]
- ちちみこ!!プラス1（乳泉 鏡華）
- ぜったい最胸☆おっぱい戦争!! ～巨乳王国vs貧乳王国～（アリア・アリアリア）

#### 2013年
- サマー☆すいむっ! ～私たちどんな恥ずかしい練習にも堪えてみせます～（神崎 由美）
- くノ一葵、悪ニ堕チル（猿飛 篝）
- またにてぃもんすたぁず! ～デキちゃいましたっ!～（エレオノーラ・ヴレトブラッド）
- 突然怪人兼事務員の俺が魔法少女達を堕とす話（ユリ）
- 兄貴のお嫁さんとちゅっちゅしたんだけど何か質問ある?（新藤 はるか）
- KISS×800 KISSで学園崩壊? 01放課後編（比企 珠里）
- ぜったい遵守☆子作り許可証ぱらだいす!! ～嗚呼、素晴らしき孕ま世界～（こたる、香澄、睦月）
- 淫獄痴漢列車 ～A Molestertrain Named Desire～（竹内 翠）
- やらせてっ! てぃーちゃー ～学園旅行～（青山 渚）
- KISS×800 KISSで学園崩壊? 02屋上編（比企 珠里）
- Bunny☆Trap ～うさぎはエッチしないと死んじゃうんです～（如月 美卯）
- 豚便器 ～醜悪オークに子種を注がれる女子校生～（矢久島 千遥）
- パパドキッ!～パパが大好きだけど、家族だから問題ないよね!～（藤本 千歳）
- バトルフォース
- 巨乳家族催眠「家族なんだから、セックスするのは当たり前よね……」（間宮 秋葉）
- バレーコーチんぐ! ～崖っぷちな俺と、バレー部員たちとのエッチでドキドキ合宿猛特訓!～（高梨 風花）
- やらせてっ! てぃーちゃー Treasure Story（青山 渚）

#### 2014年
- ベロレロレーロレ～飴になった幼馴染の汁ってこんなに甘いのか!!～（館咲 音瑠）
- 腐果の濡獄～蠢く妄執の連鎖……終わりのない饗宴～（夏目 音奏）
- ママー★きゃんぷ ママと一緒に自然へかえろう♪（松山 優子）
- 狂艶の館 -罠に捕わる、雌の嬌声-（刀斎 美春）
- リベンジルーム ～受胎を強要される地下室～（新町 モモ）
- 彼女はエッチで淫らなヘンタイ（嘉藤 莉子）
- 逢魔ノ喰 ～聖に仕えし闇の偶像～（北小路 弥生）
- わたしの勇者は多重神格者 EPISODE2:「ダモクレス・フルカス」（フルカス）

#### 2015年
- 隣人 ～隣の綺麗なお母さんは好きですか?～（沢崎 瞳）
- ママー★きゃんぷ ぷらすっ!（'松山 優子）
- やらせてっ! てぃーちゃー CHANGE（松山 優子）
- 恋と魔法と管理人 ～恋愛連鎖編～（鮎川 久乃）
- ANOTHER POSSIBILITY（不知火 明菜）
- Love and Peace（鮎原 くるみ、天河 恵）
- せぶんぴ～す! ～淫ちてゆく少女たち～（音更 千歳）

#### 2016年
- 恋と魔法と管理人 ～運命の歯車編～（鮎川 久乃）
- 彼女を寝取ったヤリチン男を雌堕ちさせるまで（篠崎 真由）
- 巨乳大家族催眠「家族みんなでイキまくるセックスがやめられないのぉ」（間宮 秋葉）

#### 2017年
- 巨乳温泉郷・子宝の湯 ～伝説の秘湯で出会ったのは美人母娘でした～（上原 真理恵）

#### 2018年
- 今夜のお妻味 ～息子達の嫁は蜜の味～（小鳥遊 七瀬）
- それイケ! ちんぽーたー! ～神出鬼没な俺のアレ～（唯々山 咲子）
- 令嬢聖水学園「なんで貴方の前でお小水を出さないといけないのよ!」（仁科 茜）
- 兄嫁母妹（加藤 真美子）

#### 2019年
- NekoMiko（あやめ）
- ひとづま ～愛した女性は人妻でした～（与那原 加奈子）
- ブラック企業 ～性処理事業部～（佐山 志桜里）
- Hではじめるストラテジー! ～キュートレア経営復興計画～（久津都木 茉莉耶）
- 上司の妻と部下の妻 ～知らぬは亭主ばかりなり!?（三船 佳奈美）
- ゆのまち人妻紀行 ～温泉で濡れ濡れです!～（時任 千景）
- ハメ堕ち課外授業2 〜生イキ格闘少女は力と下半身に負け堕ちる!? そんな強い精力をぶつけられちゃったら、恋に堕ちちゃうって!〜（春日部 美咲）
- さっきゅばすComing! ～エロ文化がすごいと聞いて異世界からやってきました～（リリム）

#### 2020年
- 邪淫のいけにえ外伝 シスコン兄貴、妹が好きすぎて触手になってしまう（広坂 楓）
- 寝取られ三角関係 ～初恋の幼なじみがセフレにされた～（松浦 朔夜）
- 異世界酒場のセクステット ～Vol.1 New World Days～（プルメリア[41]）

#### 2021年
- 意地悪お姉さんの牡つまみ! ～カレのオトウトは搾精し放題の性玩具～（上村 愛理）

#### 2023年
- ママ僕だけを愛して… ～キモデブ息子を溺愛する母の歪んだ愛情～（川原 陽子）
- やらせてっ!てぃーちゃーリターンズ（三上 奈々）
- やらせてっ!てぃーちゃーリターンズ2（三上 奈々）

#### 2024年
- やらせてっ!てぃーちゃーリターンズ3（三上 奈々）

### ソーシャルゲーム
- 宝石姫 JEWEL PRINCESS（ジェムシリカ、プラムアゲート、ヘマタイト）

## ラジオ
- のらじ